# Келлах мак Рогаллайг

Ирландия в VIII — первой трети IX века

Келлах мак Рогаллайг (Келлах Лоха Киме; др.‑ирл. Cellach mac Rogallaig, Cellach Locha Cime; умер в 705) — король Коннахта (702—705) из рода Уи Бриуйн.

## Биография

### Ранние годы
Келлах был одним из сыновей правителя Коннахта Рогаллаха мак Уатаха и Муренн из рода Кенел Кайрпри. Согласно средневековым генеалогиям, он принадлежал к Уи Бриуйн Ай, одной из ветвей рода Уи Бриуйн. Земли Уи Бриуйн находились на равнине Маг Ай, располагаясь вокруг древнеирландского комплекса Круахан. В исторических источниках Келлах упоминается с эпитетом «Лоха Киме», которое он получил по озеру Лох-Хакет (в современном графстве Голуэй).
После гибели в 649 году короля Рогаллаха мак Уатаха в Коннахте началась борьба за власть. С одной стороны, власть над королевством надеялись унаследовать сыновья погибшего монарха — Фергус, Катал и Келлах, заручившиеся поддержкой короля Бреги Диармайта мак Аэдо Слане. С другой стороны, свои права на престол предъявил Гуайре Айдне из влиятельного коннахтского рода Уи Фиахрах. Противники сошлись для битвы около современного Горта. В битве, известной как сражение при Карн Конайлле, армия Диармайта разгромила войско Гуайре Айдне, едва сумевшего спастись бегством с поля боя. По свидетельству «Анналов Тигернаха», мунстерцы были союзниками Гуайре Айдне в битве, однако эти сведения отсутствуют в «Анналах Инишфаллена» и «Анналах Ульстера». В то же время, исторические источники свидетельствуют, что, несмотря на итог битвы, престол Коннахта перешёл не к сыновьям Рогаллаха, а к брату Гуайре Айдне Лоингсеху мак Колмайну.
В течение следующего полувека Коннахтом правили как представители рода Уи Фиахрах, так и члены рода Уи Бриуйн. Средневековые источники, описывающие коннахтские события этого времени, содержат фактические и хронологические ошибки. Так, в сообщениях некоторых из них о состоявшемся в 697 году Биррском синоде, на котором был одобрен «Закон Адамнана», Келлах уже наделён королевским титулом, в то время как по данным ирландских анналов престолом Коннахта тогда владел Муйредах Муллетан.

### Король Коннахта
В действительности, Келлах мак Рогаллайг получил власть над Коннахтом только в 702 году, когда он сменил на престоле своего племянника, умершего короля Муйредаха Муллетана. Списки коннахтских монархов, содержащиеся в «Лейнстерской книге» и трактате «Laud Synchronisms», неправильно указывают время правления Келлаха, помещая его между королями Дунхадом Муриски и Фергалом Айдне. В первом из этих источников Келлах также ошибочно наделяется семью годами правления, в то время как во втором сообщается о том, что он правил четыре года.
По свидетельству анналов, летом 704 года верховный король Ирландии Лоингсех мак Энгуссо из рода Кенел Конайлл вторгся с большим войском в Коннахт. Возможно, он или желал расширить владения Кенел Конайлл, или намеревался наложением дани поставить под свою власть короля Келлаха мак Рогаллайга. Предполагается также, что причиной войны могла быть экспансия Уи Бриуйн на территорию подчинённого Лоингсеху септа Кенел Кайрпри, владевшему землями в Брефне. Однако правитель коннахтцев сумел собрать войско, лично возглавил его и в сражении при Коранне (в современном графстве Слайго) 12 июля нанёс сокрушительное поражение войску верховного короля. Согласно поэме «Basa adhaigh i ccorann, basa uacht, basa omum», Лоингсех надеялся без труда одолеть бывшего уже в старческих летах короля Келлаха. Об этом же повествуется и во «Фрагментарных анналах Ирландии», в которых сообщается о том, что барды верховного короля перед битвой поносили правителя Коннахта, называя его старым и немощным, и что оскорблённый такими словами Келлах лично повёл своих воинов в бой и одержал полную победу. В сражении погибли сам Лоингсех, три его сына (Артгал, Коннахтах и Фланн Герг) и множество воинов верховного короля.
Келлах мак Рогаллайг скончался в 705 году. В записях о этом событии и «Анналы Ульстера», и «Анналы Тигернаха» наделяют его титулом «король Коннахта». Эти же источники сообщают, что незадолго до смерти Келлах отказался от мирской жизни и принял духовный сан. После Келлаха престол Коннахта перешёл к Индрехтаху мак Дунхадо из рода Уи Фиахрах.
Келлах мак Рогаллайг был отцом Домналла и Форггуса. Также как и их отец, они оба были коннахтскими монархами. Потомки Келлаха составляли септ Сил Келлайг, четыре представителя которого в VIII веке владели престолом Коннахта.